# Valentí Fàbrega
Pour les articles homonymes, voir Fabrega.
Valentí Fàbrega Escatllar, né à Barcelone le 6 décembre 1931 et mort à Cologne le 11 mars 2024, est un philologue et théologien catalan établi à Cologne.

## Biographie
Pendant son appartenance aux jésuites il reçut la formation habituelle en humanités, philosophie et théologie. Cette dernière formation fut complétée avec des études bibliques à la Faculté de Théologie Protestante de l'Université de Heidelberg et avec un doctorat à l’Université d'Innsbruck (1969).
Après avoir été professeur à la Faculté de Théologie des jésuites à Sant Cugat del Vallès et à l'Université pontificale de Comillas, il abandonna la Compagnie de Jésus et s'installa à Cologne en 1971. Il reçut une bourse d'études deux ans de la Fondation Alexander von Humboldt pour la recherche et il finit ses études de philologie classique (latin). Après avoir épousé Inga Weyer — professeure de lycée et membre synodale de l’Église Évangélique Rhénane — en 1971 et être devenu citoyen allemand en 1975, il a travaillé comme professeur de lycée de latin et religion catholique pendant plus de vingt ans. Plus tard il fut professeur à la Faculté de Philologie Romane de l'Université de Cologne de Langue et Littérature Espagnoles. Il prit sa retraite en 1996. Depuis, il continue ses recherches, surtout en Théologie, et notamment en Ecclésiologie et Eschatologie.

## Œuvres

### Théologie

#### Articles et conférences
- Eschatologische Vernichtung bei Paulus, Jahrbuch für Antike und Christentum, 15 (1972), 37-65. (de)
- Die chiliastische Lehre des Laktanz, Jahrbuch für Antike und Christentum, 17 (1974), 126-146. (de)
- War Junia(s), der hervorragende Apostel (Rom 16,7), eine Frau?, Jahrbuch für Antike und Christentum, 27/28 (1984/1985), 47-64. (de)
- La perícopa de Cesarea de Filipo (Mc 8,27-33 y Mt 16,13-23) en la exégesis protestante alemana de las últimas décadas, Actualidad Bibliográfica, 56 (1991), 149-153. (es)
- El Eclesiastés o el Libro de Qohélet objeto de intensa investigación actual, Actualidad Bibliográfica, 74 (2000), 174-184. (es)
- La escatología de Qumrán, Actualidad Bibliográfica, 75 (2001), 5-17. (es)
- El mite de Babel o la maledicció del plurilingüisme, Revista de Catalunya, 168 (2001), 36-46. (ca)
- El Libro de Job: planteamientos y discrepancias, Actualidad Bibliográfica, 77 (2002), 5-15. (es)
- La escatología de los apocalipsis canónicos (Is 24-27 y Dan), Actualidad Bibliográfica, 80 (2003), 153-170. (es)
- La escatología del apocalipsis de Juan, Actualidad Bibliográfica, 81 (2004), 5-23. (es)
- El Seol y la muerte en el Antiguo Testamento: dos investigaciones recientes, Actualidad Bibliográfica, 88 (2007), 205-209. (es)
- Verdad controvertida: memorias de Hans Küng, Actualidad Bibliográfica, 89 (2008), 28-32. (es)
- Lactantius, Reallexikon für Antike und Christentum, XXII (2008), 795-825. (de)
- El ministerio eclesial en la sucesión apostólica, Actualidad Bibliográfica, 92 (2009), 175-178. (es)
- Una aportación a la actualidad ecuménica alemana, Actualidad Bibliográfica, 94 (2010), 152-155. (es)
- La Conferència Episcopal Catalana: un somni irrealitzable, Revista de Catalunya, 279 (2012), 9-20. (ca)
- Cuestiones abiertas de escatología neotestamentaria, Actualidad Bibliográfica, 97 (2012), 5-18. (es)
- La discrepancia actual de los objetivos ecuménicos, Actualidad Bibliográfica, 98 (2012), 188-194. (es)
- Laktanz und die Apokalypse, dans: Jörg Frey, James A. Kelhoffer i Franz Tóth (Ed.), Die Johannesapokalypse, Kontexte – Konzepte – Rezeption, 709-754. (de)
- El Jesús histórico, Actualidad Bibliográfica, 99 (2013), 42-49. (es)
- La escatología del Nuevo Testamento, Actualidad Bibliográfica, 99 (2013), 61-76. (es)
- Procesos de canonización de textos religiosos, Actualidad Bibliográfica, 100 (2013), 175-178. (es)
- Polémica en la literatura del cristianismo primitivo, Actualidad Bibliográfica, 100 (2013), 205-216. (es)
- La crucifixión en la Antigüedad, Actualidad Bibliográfica, 101 (2014), 42-44. (es)
- Una historia monacal increíble", Actualidad Bibliográfica, 102 (2014), 198-201. (es)
- Teología y marco social-histórico de la fuente Q en la actual exégesis americana (USA y Canadá), Actualidad Bibliográfica, 103 (2015), 41-48. (es)
- Los milagros de los evangelios, Actualidad Bibliográfica, 104 (2015), 167-174. (es)

#### Livres
- La herejía vaticana, Siglo XXI, Madrid, 1996. (es)[4]
- Boeci, Consolació de la filosofía, texte révisé, introduction, notes et traduction, Bernat Metge, Barcelone, 2002. (ca)
- La dona de sant Pere, Fragmenta, Barcelone, 2007.  (ISBN 978-84-935695-7-0). (ca)[5]

### Littérature catalane

#### Articles
- « Ja veig estar a Déu ple de rialles » (113, 171): Déu en la poesia d’Ausiàs Marc, dans: De orbis Hispani linguis litteris historia moribus, Festschrift für Dietrich Briesemeister, Axel Schönberger / Klaus Zimmermann (ed.), 353-371. (ca)
- Ausiàs March i les expectatives apocalíptiques de la Catalunya medieval: un comentari al cant 72, Els Marges 54, (1995), 98-103. (ca)
- Oh tu, mal fat (10,9): la problemàtica del fat en la poesia d’Ausiàs March, Revista de L'Alguer, 7 (1996), 251-267. (ca)
- L’eròtica ovidiana i l’humanisme català: el mite d’Hermafrodit en les « Transformacions » de Francesc Alegre, Revista de l’Alguer, 9 (1998), 257-271. (ca)
- Quan l’amor esdevé « hàbit vell »: Lectura del poema 121 del cançoner ausiasmarquià, Revista de l’Alguer, 10 (1999), 181-197. (ca)
- La Consolació de la Filosofia en la versió catalana de Pere Saplana i Antoni Ginebreda (1358/1362), Zeitschrift für Katalanistik / Revista d’Estudis Catalans, 3 (1990), 33-49. (ca)
- El Decameró català en la versió de 1429: la novel·la de Bernat d’Ast (I, 2), Zeitschrift für Katalanistik / Revista d’Estudis Catalans, 5 (1992), 39-63. (ca)
- Les Transformacions del poeta Ovidi segons la versió de Francesc Alegre: el mite de Pigmalió, Zeitschrift für Katalanistik / Revista d’Estudis Catalans, 6 (1993), 73-96. (ca)
- El mite de Mirra en la versió de Roís de Corella, dans : Vestigia fabularum, La mitología antiga a les literatures Catalana i castellana entre l’Edat Mitjana i la Moderna, Roger Friedlein i Sebastian Neumeister (ed.), Curial / PAM, (2004), 179-189. (ca)
- « Com castigar malícia de fembra » (Terç del Crestià, I, cap. 95): La narrativa de Francesc Eiximenis en el seu context doctrinal, Estudis de Llengua i Literatura catalanes, Miscel·lània Albert Hauf 2, LXIII (2011), 17-29. (ca)

#### Livres
- « Veles e vents »: El conflicte eròtic a la poesia d’Ausiàs March, Pagès Editors, Lleida: 1998. (ca)

### Littérature espagnole
- Die Rezeption der Antike in Góngoras « La fábula de Polifemo y Galatea »: Farbe, Licht und Schatten in seiner Darstellung der Tageszeiten, dans: Dulce et decorum est philologiam colere, Festschrift für Dietrich Briesemeister, Sybille Große und Axel Schönberger, Domus Editoria Europea, Berlin (1999), 211-231. (de)
- Amor y religión en el drama de Don Álvaro o La fuerza del sino, dans: Pasajes, Passages, Passagen, Homenaje a Christian Wentzlaff-Eggebert, Susanne Grundwald / Claudia Hammerschmidt / Valérie Heinen / Gunnar Nilsson (ed.), Université de Séville (2004), 19-214. (es)